# Coal Black and de Sebben Dwarfs
Coal Black and de Sebben Dwarfs (també coneguda com a So White and de Sebben Dwarfs) és un curtmetratge d'animació de Merrie Melodies dirigit per Bob Clampett, produït per Leon Schlesinger Productions, i estrenat el 16 de gener de 1943 per Warner Bros. Pictures i The Vitaphone Corporation.
La història és una paròdia del conte dels Germans Grimm La Blancaneu i els set nans, que va ser popularitzat per la pel·lícula homònima de Disney. La particularitat del curtmetratge és que tots els seus personatges estan basats en la imatge racista que existia als Estats Units d'Amèrica cap als afroamericans. És un dels dibuixos animats més controvertits de Warner Bros., a causa d'això ha estat emès poques vegades per televisió, i mai no ha estat comercialitzat oficialment en cap altre format.

## Argument
Al començament del curtmetratge una nena afroamericana li demana a la seva mare que li compti la història de "So White an' de Sebben Dwarfs". La dona comença a relatar:
"Bo, hi havia una vegada una malvada reina. Ella vivia en un meravellós castell i era increïblement rica! Era tan dolenta com rica! Ella tenia  tot ".
La reina apareix en pantalla, al seu castell té diversos elements que van servir com vitualles durant la Segona Guerra Mundial: cautxú, sucre, ginebra (de marca "Eli Whitney's Cotton Gin") entre d'altres. Després de menjar alguns dolços, li demana el seu mirall màgic que li enviï un príncep, però quan el príncep Chawmin arriba al seu automòbil, diu "aquesta malvada reina és un ensurt/però la seva noia So White és dinamita! " ("that mean ol' queen sho' is a fright/but her gal So White is dyn-a-mite!). Després de veure So White rentant roba, el príncep pren la seva mà i comencen a ballar. La reina veu això i crida a "Murder, Incorporated" ("n'assassinem qualsevol per $1.00; Nans: a la meitat de preu; japonesos: debades") perquè assassinin So White.
Els assassins segresten la jove, però la deixen lliure al bosc. Abans de marxar, els assassins tenen les seves cares cobertes de pintallavis, evidenciant la forma en la qual So White va obtenir la seva llibertat. Internant-se al bosc, So White coneix als set nans, els quals estan inscrits en l'exèrcit i marxen al ritme de "We're In The Army Now". Els nans recluten So White com a la cuinera de l'esquadró, qui prepara ous fregits i cansalada.
Mentrestant, la reina descobreix que So White roman amb vida i omple una poma amb metzina. Disfressada de venedora, li lliura la poma a la jove, que la menja i cau a terra. Un dels nans s'adona d'això i avisa els altres. El grup de nans dispara un canó cap a la bruixa, la bala es deté davant ella, s'obre i apareix un nan que colpeja la reina amb una maça.
Encara que la reina va ser derrotada, So White roman immòbil. Els nans diuen que sol un verdader petó podrà despertar-la. Després d'això apareix el príncep qui confiat li dona un petó a la jove. Tanmateix, no ocorre res, i intenta diverses vegades despertar-la. Cap dels seus petons no va poder curar-la, pel que un dels nans intenta despertar-lo i ho aconsegueix.
El demacrat príncep pregunta al nan la raó del poder del seu petó, al que aquest respon "això és un secret militar". El nan besa novament So White i el curtmetratge acaba amb la imatge de Merrie Melodies i la frase "That's all, folks!".

## Producció
En aquesta versió del conte infantil, tots els personatges són afroamericans, i tots els seus diàlegs són parlats en rima. La història es desenvolupa durant la Segona Guerra Mundial als Estats Units d'Amèrica, i la innocència del conte original és reemplaçada per la mentalitat del jazz. Diverses escenes de la pel·lícula de Disney, com el bosc ple d'ulls espies, i el petó, estan parodiades en aquest curtmetratge. El dibuix animat anava a ser titulat So White and de Sebben Dwarfs, però el productor Leon Schlesinger va pensar que era massa similar al de la versió de Disney i el va canviar per Coal Black and de Sebben Dwarfs.
Clampett volia que Coal Black fora una paròdia de La Blancaneu i un homenatge a tots els musicals de jazz populars en els anys 40 (per exemple Cabin in The Sky, Stormy Weather, etc.). De fet, la idea de produir Coal Black va sorgir quan Clampett va veure el musical de Duke Ellington Jump for Joy el 1941, Ellington i el repartiment van suggerir a Clampett fer un dibuix animat musical amb personatges afroamericans. Clampett i els seus dissenyadors van ser a Club Alabam, a Los Angeles, per poder estudiar la música i balls, i Clampett va contractar diversos actors de ràdio per fer la veu dels personatges principals. La protagonista, So White (traduït com Tan Blanca), és interpretada per Vivian Dandridge, germana de Dorothy Dandridge. La seva mare, Ruby Dandridge, fa la veu de la reina. Zoot Watson és la veu de Prince Chawmin". Els altres personatges, incloent els nans, són interpretats per Mel Blanc.
Originalment, Clampett volia que la música fos composta per una banda d'afroamericans, de la mateixa manera en la qual Max i Dave Fleischer van utilitzar Cab Calloway i la seva orquestra per crear la música dels dibuixos animats de Betty Boop Minnie The Moocher, The Old Man of the Mountain, i la seva pròpia versió de La Blancaney. Tanmateix, Schlesinger va refusar, i la banda que havia contractat Clampett, Eddie Beals i la seva orquestra, sols va gravar la música del petó final. La resta de la música va ser composta per Carl W. Stalling.

## Controvèrsia
El gener de 1943, la premsa cinematogràfica va saludar el dibuix animat amb crítiques brillants i sense esmentar estereotips ni ofenses. Motion Picture Exhibitor va dir: "Una sàtira sobre Blancaneus feta en blackface, ambientada en swing modern, aquesta és la millor des de fa molt de temps. És molt divertida". The Film Daily va estar d'acord i va dir: "Configureu aquesta com una sàtira bastant divertida de La Blancaneu i els set nans. Tots els personatges d'aquesta última són substituïts per darkies (foscos)... Els nans vénen al rescat d'una manera que provoca nombroses rialles."
L'abril de 1943, la NAACP va protestar contra les caricatures que apareixien a Coal Black and de Sebben Dwarfs, i va demanar a Warner que la retirés.
Coal Black and de Sebben Dwarfs és conegut per ser un dels "Censored Eleven": onze dibuixos animats de Schlesinger/Warner Bros. basats en un humor racista i estereotipat. Molts dels curtmetratges censurats contenien crues caricatures de gent afroamericana.
Coal Black presentava diversos elements ja esmentats, els quals van ser acomodats a l'estil de Clampett. El príncep, basat en Cab Calloway, és representat com un home afroamericà prim, vestit amb un vestit zoot suit i cabell allisat, amb un monocle, i dents d'or (amb daus reemplaçant a les seves dues dents davanteres). Ell i els nans són dibuixats amb ulls grans, nassos petits, i llavis grans, basats, més en l'aparença d'una disfressa que un vertader afroamericà. La reina és representada com una dona amb excés de pes, i enormes llavis coberts per llapis labial.
Només So White escapa de l'aspecte caricaturesc dels altres personatges, encara que és estereotipada d'una altra manera. Està dissenyada com una jove atractiva amb una figura voluptuosa que vesteix uns diminuts pantalons i una brusa reveladora. Aquesta imatge de So White recorda al curtmetratge de Walter Lantz Scrub Me Mama With a Boogie Beat (1941), on una afroamericana és representada atractiva mentre que els altres personatges són caricatures. En ambdós casos, l'aparença del personatge té un paper important dins de la trama. En Coal Black, So White és l'objecte de desig de tot personatge masculí en el curtmetratge. Fins i tot, en el curtmetratge per escapar d'una mort segura va haver de besar cada membre de Murder Inc. Això és un exemple de l'estereotip que es tenia sobre les dones afroamericanes, imaginades com dones exòtiques, estereotip que reflecteixen també els personatges interpretats per Dorothy Dandridge i Lena Horne a les pel·lícules de l'època.
Clampett treballaria novament amb la cultura del jazz en el dibuix animat de 1943 Tin Pan Alley Cats, que mostra una caricatura felina de Fats Waller en una representació del món de Porky in Wackyland (durant l'inici del curtmetratge, el gat és distret per qui sembla una versió felina de So White). El col·lega de Clampett, Friz Freleng va dirigir un curtmetratge titulat Goldilocks and The Jivin' Bears el 1944, essencialment una nova versió de Coal Black amb un altre conte de fades, i el director Chuck Jones va dirigir una sèrie de curtmetratges protagonitzats per un nen africà anomenat Inki entre 1939 i 1950.

## Coal Blacken anys posteriors
Els estereotips racistes presents en Coal Black i altres curtmetratges del "Censored Eleven" van portar a que no s'emeteren mai més en televisió. El 1968, United Artists, que posteriorment va ser propietària dels curtmetratges de Warner previs a 1948, va prohibir la circulació d'aquests dibuixos animats, i des de llavors no han estat emesos ni comercialitzats de manera oficial.
Tanmateix Coal Black and de Sebben Dwarfs ha estat utilitzat moltes vegades com a exemple en classes d'animació i dibuix, i ha estat inclòs en nombroses llistes dels millors dibuixos animats. Molts texts d'estudiosos sobre el tema de l'animació, en particular Hollywood Cartoons: American Animation in its Golden Age de Michael Barrier, consideren a Coal Black com la indiscutida obra mestra de Bob Clampett. Una llista, en la qual es va basar el llibre de Jerry Beck The 50 Greatest Cartoons (1994), va posicionar a Coal Black en el número vint-i-u, basant-se en els vots d'aproximadament 1.000 de la indústria de l'animació.
s va veure breument al llançament de VHS de Turner Entertainment de 1989 Cartoons For Big Kids, presentat per Leonard Maltin, i a Behind the Tunes al llargmetratge "Once Upon a Looney Tune ", que s'inclou a la caixa del DVD Looney Tunes Golden Collection: Volume 5.
El 24 d'abril de 2010, Coal Black and De Sebben Dwarfs, juntament amb altres set títols dels Censored Eleven, es va projectar al primer festival de cinema anual de Turner Classic Movies (TCM) com a part d'una presentació especial organitzada per l'historiador del cinema Donald Bogle; els vuit curts mostrats van ser restaurats per a aquest llançament.